# Географија Фарских Oстрва
Фарска острва су острвска група која се састоји од осамнаест острва између Норвешког мора и северног Атлантика, отприлике на пола пута између Исланда и Норвешке. Његове координате су 62° N 7° W / 62° С; 7° З. Површине је 1.393 квадратна километра и укључује мала језера и реке, али не и већа. Има 1.117 километара обале и нема копнених граница са било којом другом државом.
Фарска острва углавном имају хладна лета и хладне зиме, са обично облачним небом и честим маглом и јаким ветровима. Иако на високој географској ширини, због Голфске струје њихова клима је побољшана. Острва су кршевита и стеновита са неким ниским врховима; обале су углавном оивичене литицама. Фарска острва су значајна по томе што имају највише морске литице у Европи, а иначе неке од највиших на свету. Најнижа тачка је на нивоу мора, а највиша на Слетаратиндур, која се налази на 882 метра надморске висине. Пејзаж је отежавао изградњу путева, а тек недавно је то поправљено изградњом тунела.
Многа Фарска острва имају тенденцију да буду издуженог облика. Природни ресурси укључују рибу и хидроенергију.

## Статистика
Географске координате
- 62° 00′ N 06° 47′ W / 62.000° С; 6.783° З
- Север: Ениберг, 62°29′,2 N
- Југ: Сумбиарстеинур, 61°21′,6 N
- Запад: Гадрангур, 7°40′,1 W
- Исток: Стапин, 6°21′,5 W

Простор
- Земљиште: 1,393 km²
- Вода: 7.19 km² (подручје обухвата 10 највећих језера. Постоји низ мањих језера и потока.)

Границе земљишта

0 km
Обала

1,117 km
Поморска потраживања
- Територијално море: 3 nmi (5,6 km; 3,5 mi)
- Континентални појас: 200 nmi (370,4 km; 230,2 mi) или договорене границе или средња линија
- Ексклузивна економска зона: 200 nmi (370,4 km; 230,2 mi) или договорене границе или средња линија

Клима

Субполарна океанска клима (Кепенова класификација климе) модерира Северноатлантска струја; дуге, благе, ветровите зиме; кратка, прохладна лета, влажна на југу и западу. Арктичка клима (Köppen ET) на неким планинама
Тло

Нераван, каменит, понеки ниски врхови; литице дуж већег дела обале. Обале су дубоко разведене фјордовима, а уски пролази између острва узбуркани су јаким плимним струјама. Дуж обале постоји више морских наслага.
Екстреми надморске висине
- Најнижа тачка: Атлантски океан 0 м
- Највиша тачка: Слетаратиндур 880 м

Природни ресурси

Рибе, китови, хидроенергија, ветар, могућа нафта и земни гас
Коришћење земљишта
- Обрадиво земљиште: 2.14%
- Трајни усеви: 0%
- Остало: 97.86% (2012)

Животна средина—међународни споразуми

Морско одлагање

## Клима
Клима је класификована као субполарна океанска клима (Копенова класификација климе), са подручјима са климом тундре, посебно у планинама, иако нека приобална или нижинска подручја могу имати веома благе зимске верзије климе тундре. Укупан карактер климе острва је под утицајем снажног загревања Атлантског океана, који производи Северноатлантску струју. Ово, заједно са удаљеношћу било ког извора топлог или хладног ваздуха изазваног копном, осигурава да су зиме благе (средња температура од 3,0 до 4,0 °C) док су лета хладна (средња температура од 9,5 до 10,5 °C).
Острва су ветровита, облачна и прохладна током целе године са просечно 210 кишних или снежних дана годишње. Острва леже на путу депресија које се крећу на североисток, чинећи јаке ветрове и јаку кишу могућим у свако доба године. Сунчани дани су ретки, а облачни дани су уобичајени. Ураган Фејт погодио је Фарска острва 5. септембра 1966. са сталним ветровима јачине преко 160 km/h и тек тада је олуја престала да буде тропски систем.
Због надморске висине, океанских струја, топографије и ветрова, острва показују разноврсну микроклиму. Падавине значајно варирају широм архипелага. У неким планинским пределима снежни покривач може да траје месецима са могућим снежним падавинама већи део године (на највишим врховима летње снежне падавине нису ретке), док на неким заштићеним приобалним локацијама може да прође и неколико година без снежних падавина.
Торшавн прима мразеве чешће од других подручја само на малој удаљености од југа. Снег се такође види много чешће него на околним острвима. Подручје у просеку има 49 мразева годишње.
Иако има више мраза од већине Фарских острва, Микинес је зими умеренији од оближњег Вагара. Снег је такође ређи упркос релативно нижим зимским температурама због релативно ниских падавина у овој области. Такође има веома благу климу тундре која се граничи са субполарном океанском. Мраз се јавља 46 дана у просечној години  Такође је вероватно да ће нижи делови острва имати мање од овога, пошто се метеоролошка станица налази на 105 метара надморске висине. 
Акраберг је блажи од већег дела Фарских острва и има мраз 38 дана у просеку у години,  вероватно мање у нижим областима, пошто се метеоролошка станица налази на надморској висини од 101 метар. 
Вагар има хладније и снежније зиме од већине других места на архипелагу. За то су одговорне ниже температуре у комбинацији са већим падавинама, а може се видети и мерљив снежни покривач – реткост на Фарским острвима, где је снежни покривач (у областима у којима се редовно јавља) обично ограничен на танак слој. Аеродром, на коме се евидентирају подаци, такође се налази на већој надморској висини на острву (84 метра надморске висине), што би могло резултирати нижим температурама и већим падавинама у односу на ниже лежећа подручја на острву. Мраз се јавља у просеку 62 дана у години,  највише од свих станица укључених у евиденцију Данског метеоролошког института.
Киркја има веома благу климу, сличну Акрабергу. Има најмању учесталост мраза од свих метеоролошких станица укључених у евиденцију Данског метеоролошког института, са 36 дана мраза у просеку у години. Снежне падавине су ретке, због благих температура и релативно малог броја падавина. Метеоролошка станица је нешто висока на 53 метра надморске висине, што би евентуално могло да утиче на податке, али не толико као претходне станице.
Нолсои доживљава климу која је прилично типична за околину и Фарска острва уопште, и слична је оближњем Торшавну. Годишње има у просеку 44 дана мраза.  Такође, као иу случају претходних метеоролошких станица, локација је виша на свом острву, а клима нижих делова острва се мало разликује.
Клима Сандура је типична за ниско лежеће приобално место на југу Фарских острва, пошто се метеоролошка станица за Сандур налази на 5 метара надморске висине. У просеку, Сандур има 41 дан мраза годишње. 